# Берруагия
Берруагия (араб. البرواقية‎, фр. Berrouaghia) — коммуна на севере Алжира, на территории вилайета Медеа, административный центр одноимённого округа.

## Географическое положение
Коммуна находится в средней части вилайета, на высоте 120 метров над уровнем моря.
Коммуна расположена на расстоянии приблизительно 100 километров к югу от столицы страны Алжира и в 25 км к северо-западу от административного центра вилайета Медеа.

## Демография
По состоянию на 2008 год население составляло 60152 человека.
| Динамика численности населения коммуны по годам: | Динамика численности населения коммуны по годам: | Динамика численности населения коммуны по годам: | Динамика численности населения коммуны по годам: |
| 1954                                             | 1987                                             | 1998                                             | 2008                                             |
| ------------------------------------------------ | ------------------------------------------------ | ------------------------------------------------ | ------------------------------------------------ |
| 11 500                                           | ↗22 100                                          | ↗51 800                                          | ↗60 152                                          |

Виды Берруагии
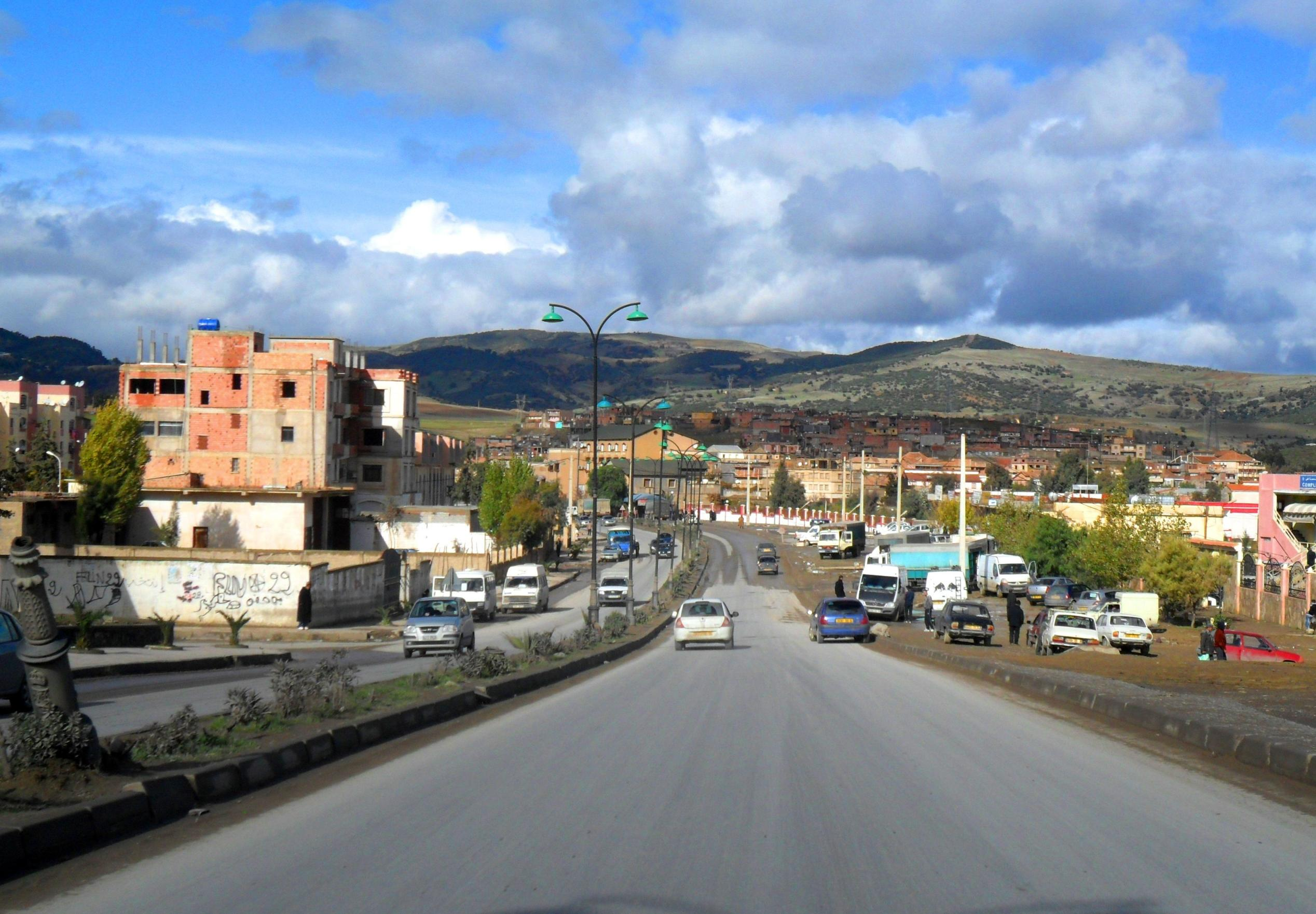
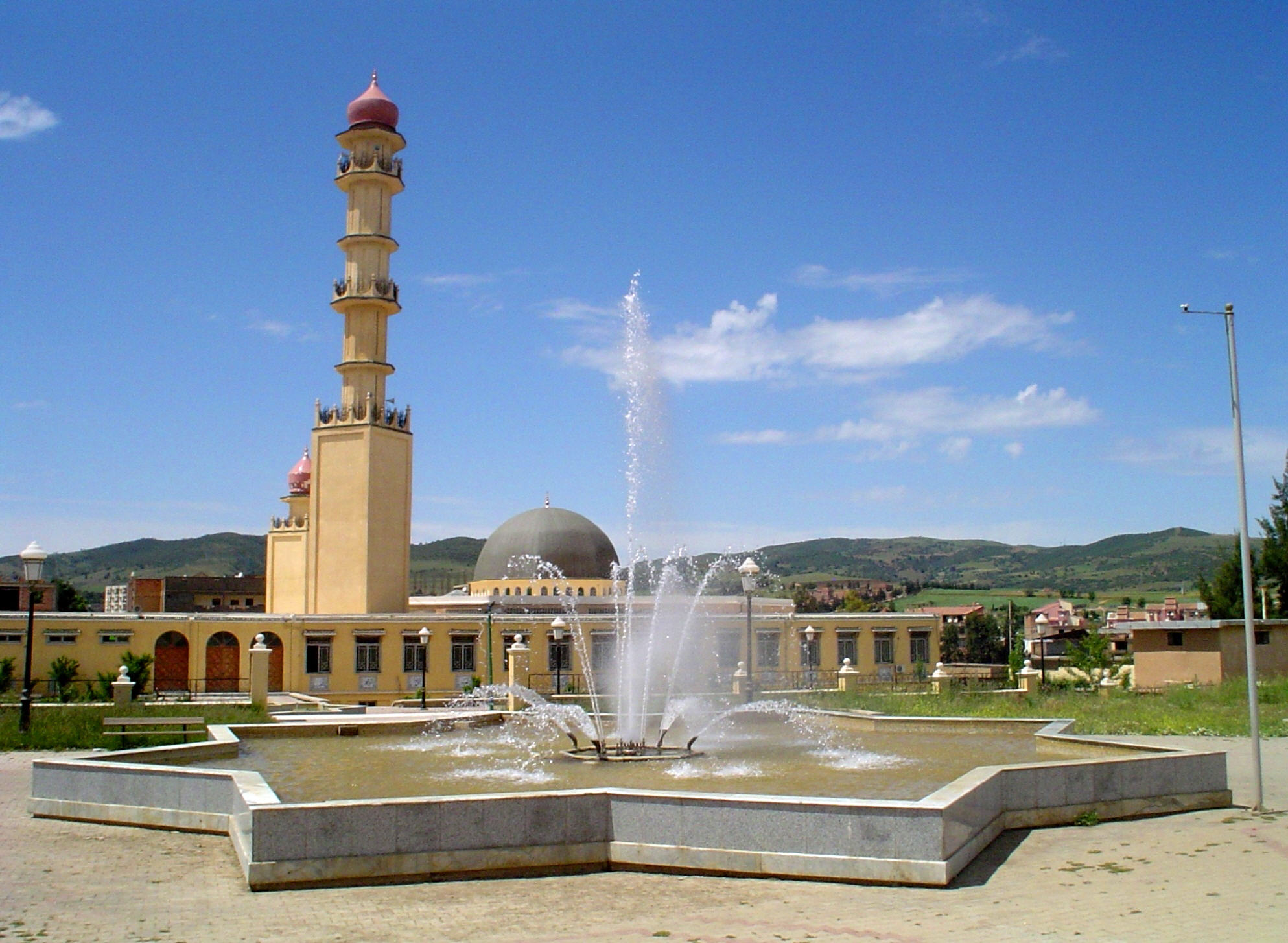
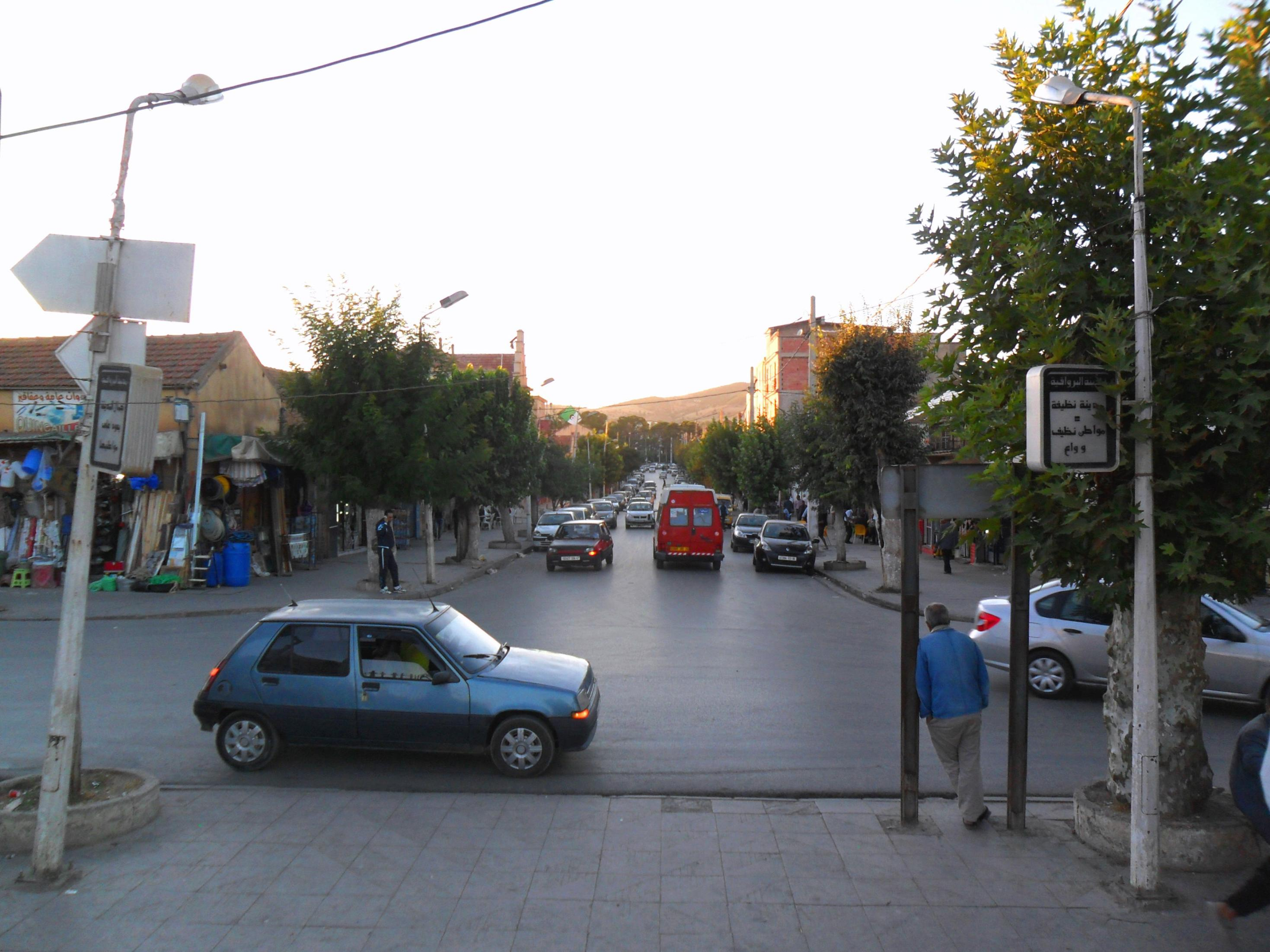
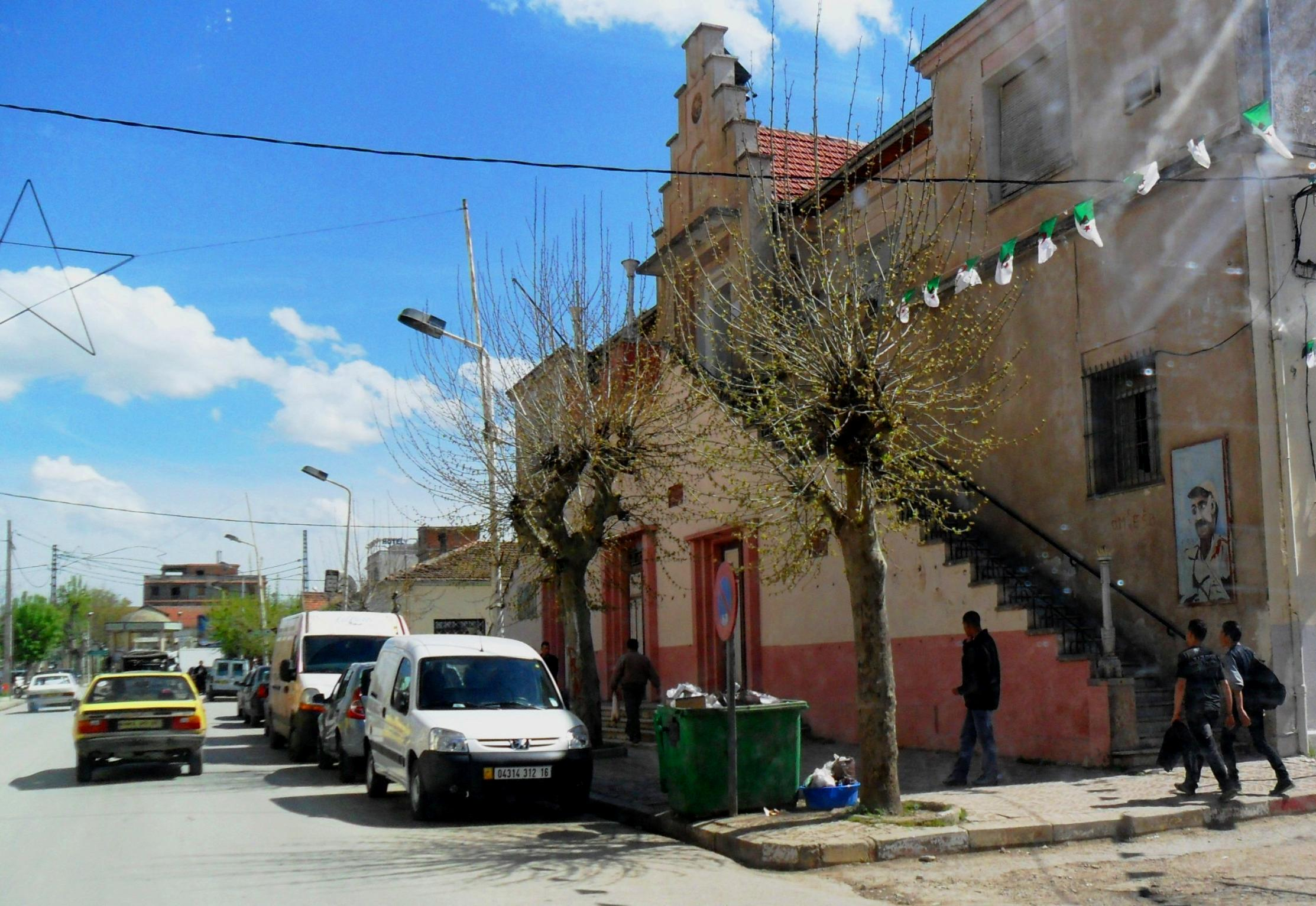
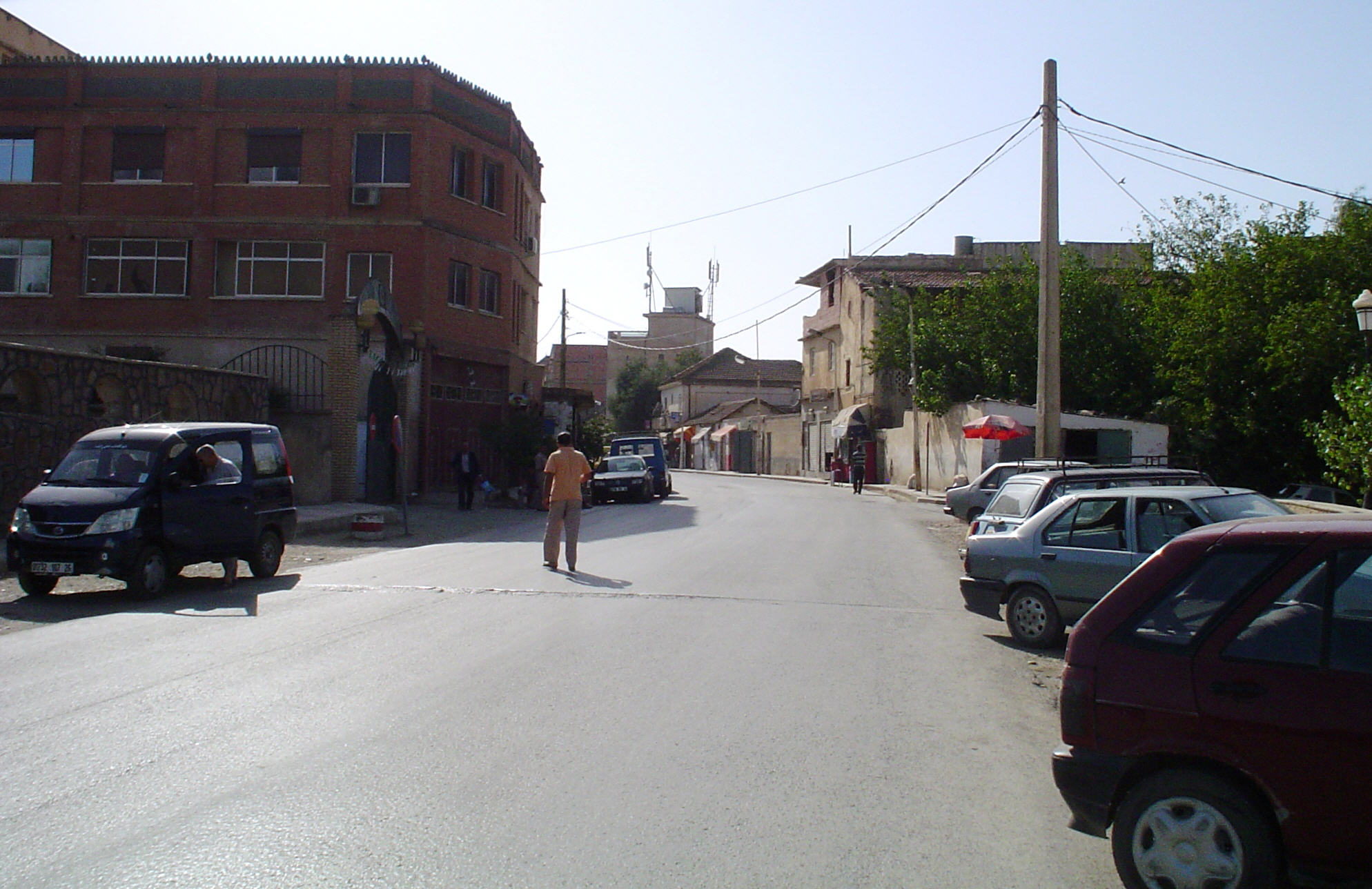
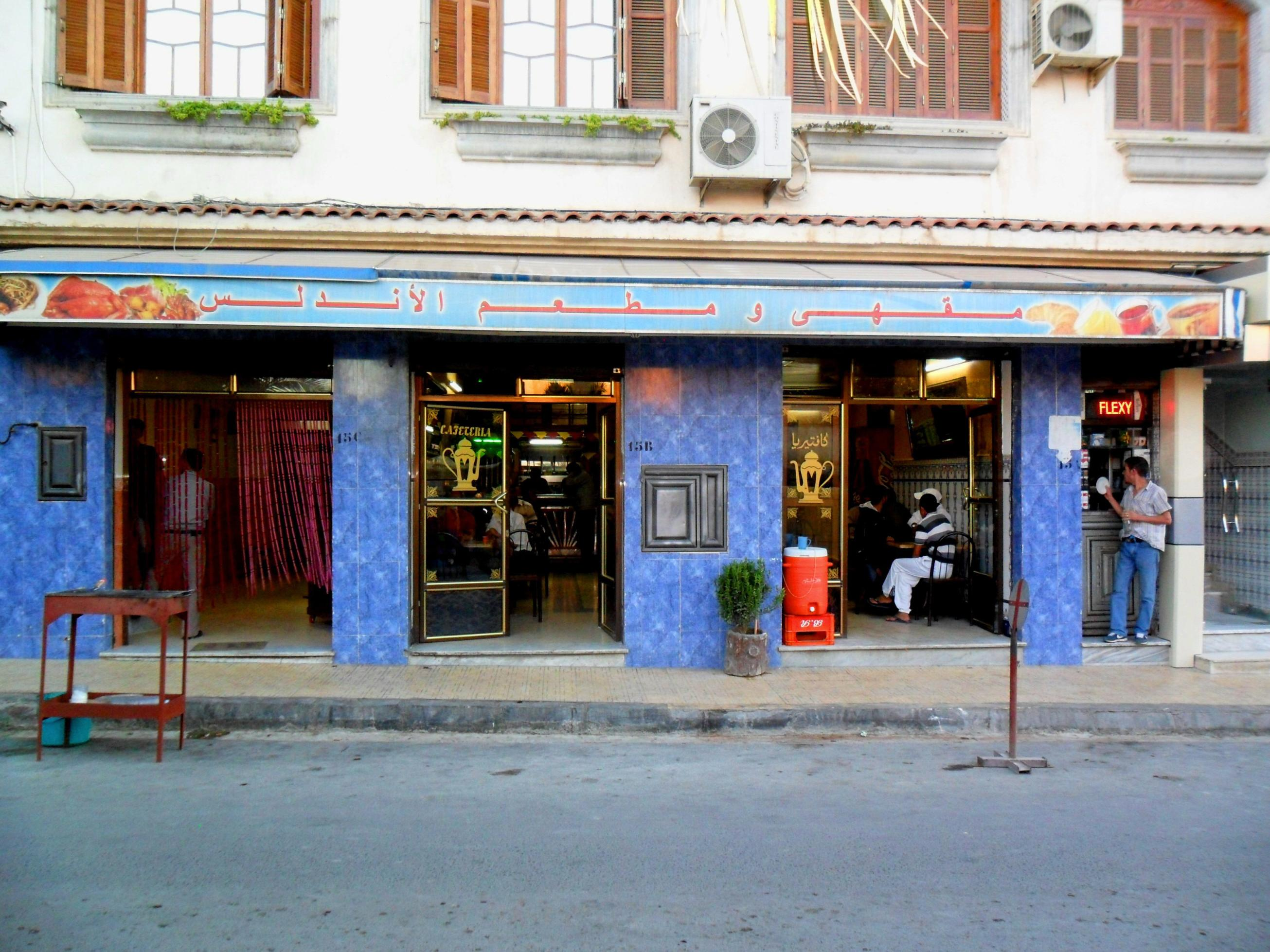